# A Boogie wit da Hoodie
Artist Julius Dubose (High Bridge, El Bronx, Nueva York; 6 de diciembre de 1995), más conocido por su nombre artístico A Boogie wit da Hoodie (o sencillamente A Boogie), es un rapero, cantante, compositor, y productor discográfico estadounidense de Highbridge, Bronx, Nueva York. Tiene contrato discográfico con Highbridge the Label y Atlantic Records. Es conocido por su sencillo, «My Shit», de su mixtape de debut «Artist» (2016).
Sus sencillos más destacados en las listas son «Numbers» (que debutó en el número 23 en el Billboard Hot 100), «Look Back at It» (número 27) y «Drowning» (número 38). Su álbum de estudio debut, «The Bigger Artist» (2017), debutó en el número cuatro de la lista Billboard 200. Lanzó su segundo álbum de estudio, «Hoodie SZN» (2018), que se convirtió en su primer álbum número uno en el Billboard 200. Su tercer álbum de estudio, «Artist 2.0» (2020), debutó en el número dos del Billboard 200. Lanzó su cuarto álbum de estudio, «Me vs. Myself», el 9 de diciembre del 2022.
Así como su propio sello discográfico, Highbridge the Label. Su nombre artístico se deriva del personaje Ace Boogie de la película de 2002 Paid in Full, y debido a que usaba sudaderas con capucha todo el tiempo, sus amigos le dieron el apodo de A Boogie wit da Hoodie.

## Primeros años
Artist Julius Dubose nació el 6 de diciembre de 1995 en Highbridge un barrio del Bronx, Nueva York Dubose asistió al Instituto DeWitt Clinton. Hablando sobre su etapa en el instituto para XXL, dijo "era un chico normal, nadie realmente se fijaba en mi. Era el de atrás del aula, callado." Dudoso empezó a rapear cuándo tenía doce años después de escuchar a Kanye West y 50 Cent y continuó hasta su primer año en el instituto DeWitt Clinton , actuando a la hora de comer con rimas que ya había escrito y las guardaba en una libreta grande llevaba siempre con él.
Cuando crecía se solía meter en problemas legales, principalmente por vender Cannabis y otras drogas, cuando sus padres lo descubrieron le mandaron a Florida como castigo donde se graduó del bachillerato.
Después de graduarse en el instituto Artist empezó a centrarse en su carrera musical mientras lo compaginaba con trabajos en la construcción y de repartidor de pizza.

## Carrera

### Comienzos
Artist sacó su primera canción cuando tenía 19 años. La canción, titulada "temporary" fue producida por Myster Whyte. La canción tardó meses en grabarse debido a la falta de entonación de Dubose en ese momento. Dubose contrató un entrenador de canto para ayudar mejorar su voz y pronto acabó de grabar "temporary"
En 2015, Dubose se mudó a Nueva York en un intento por dedicarse a tiempo completo a su carrera artística. Él y el rapero ,Quincy "QP" Acheampong crearon The Highbridge label y montaron un estudio casero
A Boogie sacó su primer gran proyecto, un mixtape titulado Artist en febrero de 2016, el cual lanzó su carrera y estuvo en la lista Forbes de raperos más prometedores. El mixtape fue grabado durante un tiempo en el que Dubose estaba pasando por una difícil etapa de ruptura y influenció el sonido del mixtape y del futuro de su carrera.
El dIa 18 de mayo de 2016 Dubose sacó un proyecto colaborativo con el rapero Don Q, titulado Highbridge the Label: The Takeover Vol. 1 Más tarde A Boogie tuvo tres actuaciones de telonero en el tour de Drake y Future: Summer Sixteen Tour. En julio de 2016, A Boogie firmó un contrato con Atlántic Records.
En septiembre de 2016 fue destacado en los BET Hip Hop Awards con Don Q, Russ, Kent Jones y Nick Grant. Más tarde en octubre de 2016 A Boogie lanzó su prime EP titulado TBA, como acrónimo para "The Bigger Artist" El EP alcanzó el número 63 en Estados Unidos en el Billboard 200 y apareció en la lista de los 40 mejores álbumes de rap de 2016 por la revista Rolling StoneEn junio de 2017,Dubose fue nombrado uno de los diez XXL "2017 Freshman Class.

### Primer álbum de estudio: The bigger artist
El 29 de septiembre de 2017 sacó su primer álbum de estudio The Bigger Artist , colaborando con artistas como Chris Brown, Trey Songz, Kodak Black, 21 Savage, PnB Rock y YoungBoy Never broke Again. El principal sencillo del álbum es "Drowning" con Kodak Black, el cual alcanzó el puesto número 38 el Billboard Hot 100 de EE.UU y se convirtió en su canción que más alto había llegado en este ranking.

## Vida personal
Dubose tiene dos hijos con su novia e influencer de las redes sociales Ella Bands. Su hija Melody Valentine Dubose nació el Día de San Valentín, el 14 de febrero del 2017, y su hijo Artist Dubose, Jr. nació el 27 de junio del 2020.

### Problemas legales
En 2017, Lil B acusó a Dubose y PnB Rock de haberlo saltado en el festival California Rolling Loud. Muchos miembros de la comunidad del hip hop, como Big Sean y SpaceGhostPurrp, criticaron a Dubose por su papel en el incidente. Sin embargo, todas las cosas se resolvieron y Lil B y Dubose arreglaron sus problemas dos días después, a través de una reunión iniciada por Kilo Kurt de Thizz Entertainment.
En enero de 2021, Dubose fue demandado por una pareja del condado de Bergen, Nueva Jersey, que afirmó que obstruyó los inodoros y causó daños por 260.000 dólares en su mansión, que le habían alquilado en 2017 y 2018.
Dubose fue arrestado un día después de celebrar su cumpleaños número 25 en diciembre de 2020. Un representante de la Fiscalía del condado de Bergen confirmó que A Boogie fue arrestado el 7 de diciembre de 2020, acusado de posesión ilegal de una pistola (delito grave de segundo grado) y posesión. de marihuana.[cita requerida] Dubose fue detenido luego de una investigación realizada por detectives de la Oficina del Fiscal del Condado de Bergen (BCPO), quienes obtuvieron una orden judicial para registrar la casa de A Boogie en Demarest, Nueva Jersey. Los detectives de BCPO estuvieron acompañados por detectives del Departamento de Policía de la ciudad de Nueva York y agentes del Departamento de Policía de Demarest. Mientras registraban la casa de Dubose, las autoridades confiscaron cuatro armas: "una pistola Ruger .380, una pistola Glock calibre .40, una pistola H&K de 9 mm y una pistola Smith & Wesson de 9 mm". También descubrieron "balas de punta hueca, varios cargadores de alta capacidad", así como "marihuana, comestibles de aceite de hachís y parafernalia de drogas comúnmente asociada con la distribución de sustancias peligrosas controladas".[cita requerida] El guardia de seguridad de Dubose, Quashaun Hagler, de 33 años, también fue arrestado. Hagler, que reside en Georgia, parece haber estado en la casa de A Boogie en el momento del registro y arresto. Hagler fue acusado de tres cargos de posesión ilegal de una pistola (un delito grave de segundo grado) y un cargo de posesión de un cargador de gran capacidad (un delito grave de cuarto grado).[cita requerida]
Dubose fue arrestado en el Festival Wireless de Londres en septiembre de 2021 por la Policía Metropolitana, a petición de la Policía del Gran Manchester. Poco después fue liberado sin que los cargos se hicieran públicos.

## Discografía
Álbumes de estudio
- 2017: The Bigger Artist
- 2018: Hoodie SZN
- 2020: Artist 2.0
- 2022: Me vs. Myself[26]
- 2024: Better Off Alone

## Filmografía

### Cine
| Año  | Título          | Rol      | Notas |
| ---- | --------------- | -------- | ----- |
| 2018 | The After Party | Él mismo | Cameo |

### Televisión
| Año           | Título                                 | Rol                                  | Notas                                                       |
| ------------- | -------------------------------------- | ------------------------------------ | ----------------------------------------------------------- |
| 2017–18       | Hype Up                                | Él mismo                             | 2 Episodios                                                 |
| 2018          | Droppin' Cash Los Angeles              | Él mismo                             | Temporada 1, Episodio 17                                    |
| 2018          | Wild 'n Out                            | Él mismo                             | Temporada 10, Episodio 15                                   |
| 2019          | Late Night with Seth Meyers            | Él mismo                             | Temporada 6, Episodio 58 (Invitado musical)                 |
| 2020          | The Tonight Show Starring Jimmy Fallon | Él mismo                             | Temporada 7, Episodio 106 (Invitado musical)                |
| 2022-presente | The Proud Family: Louder and Prouder   | Francis "KG" Leibowitz-Jenkins (voz) | Papel secundario, acreditado como Artista "A Boogie" Dubose |

## Giras
- 2016: Summer Sixteen Tour
- 2017: TBA Tour
- 2017: The Bigger Artist Tour
- 2019: Monster Energy Outbreak Tour Presents: A Boogie vs Artist Tour
- 2021: AVA College Tour
- 2023: Me vs Myself Tour
- 2023: Me vs Myself College Tour

## Premios y nominaciones

### BET Awards
| Año  | Premios             | Resultado |
| ---- | ------------------- | --------- |
| 2018 | Mejor Artista Nuevo | Ganador   |

### ASCAP
| Año  | Nominado        | Premios                                              | Resultado |
| ---- | --------------- | ---------------------------------------------------- | --------- |
| 2020 | Look Back at It | Nominado a Rhythm & Soul Music Nominado a Música Pop | Nominado  |